# Giovanni Fabriciaco
Giovanni Fabriciaco (o Fabriciazio o Fabriaco) (Heraclia, ... – ...; fl. VIII secolo) è stato un politico e generale bizantino. Fu Magister Militum del Ducato di Venezia per l'anno 742.

## Biografia
Giovanni fu il quinto ed ultimo maestro dei soldati a succedersi nel governo della Venezia dopo l'assassinio del doge Orso Ipato.
Pare che il suo governo risultasse particolarmente feroce e pesantemente sbilanciato a favore della natìa Eracliana nel conflitto che la contrapponeva alla vicina e rivale città di Equilio, l'una filo-bizantina, l'altra filo-longobarda. Gli scontri risultavano talmente violenti che il canale dell'Arco, sito tra le due città, venne il quel periodo persino ribattezzato homicidiale ("dell'omicidio").
Presto Giovanni venne deposto e, all'uso bizantino, abbacinato, rapato a zero ed esiliato. L'assemblea popolare ottenne quindi da parte del potere imperiale di Costantinopoli l'autorizzazione a nominare nuovamente un doge, nella persona di Diodato, figlio di Orso Ipato, che già aveva retto il governo come magister militum due anni prima.